# Leszek Kosedowski
Leszek Marian Kosedowski (ur. 25 maja 1954 w Środzie Śląskiej) – polski bokser, medalista olimpijski.

## Życiorys
Absolwent Technikum Budowy Okrętów w Gdańsku (1975) i Akademii Wychowania Fizycznego i Sportu im. Jędrzeja Śniadeckiego w Gdańsku, gdzie otrzymał tytuł magistra wychowania fizycznego (1986).
Zdobył brązowy medal podczas Igrzysk Olimpijskich w Montrealu 1976 w wadze piórkowej. Startował także w Mistrzostwach Świata w Belgradzie 1978 w wadze lekkiej. Na Mistrzostwach Europy Juniorów w Kijowie 1974 zdobył brązowy medal w wadze koguciej.
Czterokrotnie zdobył tytuł mistrza Polski: w wadze koguciej w 1974 oraz w wadze lekkiej w 1977, 1978 i 1980, a w 1976 był wicemistrzem w wadze piórkowej.
Przez większość kariery był zawodnikiem Stoczniowca Gdańsk. Młodsi bracia Krzysztof i Dariusz byli także znanymi pięściarzami. W latach, gdy odnosił największe sukcesy, proponowano mu przejście do Niemiec.

## Wyróżnienia
- Honorowy obywatel Środy Śląskiej (2004)[1].